# Panhard 201
L'automitrailleuse puissante modèle 1940 Panhard (AM 40P), ou Panhard 201, est un prototype d'automitrailleuse conçu par la firme Panhard en 1939.
Bien blindée, elle est équipée de huit roues dont quatre roues centrales crantées pour garantir une bonne mobilité en tout-terrain. Adoptée par l'Armée française en 1940, ses livraisons devaient débuter fin 1941 mais l'invasion allemande mettra fin à son développement.

## Conception
Elle est développée pour répondre au programme des automitrailleuses puissantes, formulé en 1938. L'automitrailleuse puissante doit remplacer les automitrailleuses de reconnaissance, l'AMD 35 P et l'AM 39 Gendron-Somua, pas assez blindées,.
La Panhard 201 est dotée d'un blindage de 60 mm, très incliné. Le prototype, conçu par l'ingénieur Louis Delagarde (en), ne possède qu'une maquette de tourelle. L'armement est encore en développement mais il est prévu d'équiper la tourelle d'un canon de 37 mm SA 38, d'un canon de 25 ou à terme d'un Canon de 47 mm SA 35, en plus d'une mitrailleuse de 7,5 mm.
Avec un équipage de deux hommes, l'automitrailleuse peut atteindre 80 km/h. Elle dispose de 16 vitesses avant et 16 arrière.

## Adoption
L'armée commande trois prototypes mais un seul sera construit et livré en 1939. Testée en avril 1940, la « voiture spéciale 201 » est adoptée le 1er mai 1940 sous le nom d'automitrailleuse modèle 1940 Panhard et commandée à 600 exemplaires, à livrer à partir du second semestre 1941. La défaite française de juin 1940 empêche la réalisation de la production en série. Le prototype est évacué au Maroc peu avant l'armistice,.
La formule d'un véhicule à huit roues dont quatre centrales destinées à améliorer la mobilité hors-route est reprise par l'engin blindé de reconnaissance (ou EBR) après-guerre construit par Panhard,. L'EBR a cependant des dimensions beaucoup plus imposantes.